# 秦咸阳城遗址
咸阳城位于今陕西省咸阳市東北二十里，是秦国及秦朝的政务中心。前350年，秦孝公迁都咸阳，开始营造王宫。咸阳城坐落在渭水北岸，由于渭河改道，被冲毁一部分咸阳城，但在渭城区仍发掘出了规模巨大的秦咸阳宫一号宫殿遗址等秦代遗迹。1988年1月，中国国务院以“秦咸阳城遗址”之名公布为第三批全国重点文物保护单位。
秦朝之后的中国历代都城除宫城外，会在城市周围修建城郭，作于军事防御。现代考古至今未发现咸阳城郭遗迹。咸阳城是否修建城郭，有各种不同，甚至相反的说法。

## 历史
《史记》记载：秦孝公十二年（公元前350年），建筑了“冀阙”，定都咸阳，并开始了第二次商鞅变法。同时，以“冀阙”为开端的咸阳都城建设逐次展开，形成为功能齐全的配套建筑，统称之为“冀阙宫廷”。经过历次的修建，咸阳已经形成“自雍门以东至泾渭，殿屋复道，周阁相属”的规模。王学理认为，今咸阳宫一号宫殿遗址即“冀阙”遗址。
在咸阳作为秦国都城的144年之间，其早期的政治重心在渭河之北，围绕“冀阙宫廷”展开。持续时间也长，自秦孝公十二年（公元前350年）开始，约到秦武王四年（公元前307年）；昭王时期（公元前306年～前251年），政治重心有了向渭河南岸广阔地域转移的倾向。
秦始皇统一六国之后（公元前221年），开始还想在咸阳宫的基础上对咸阳城市重新规划，也曾“因北陵营殿，端门四达，以则紫宫，象帝居”，以便形成“渭水贯都，以象天汉；横桥南渡，以法牵牛”（《三辅黄图》）的格局。但在随后的时间里，处理政务就转到了渭河南岸的信宫和南宫。而三十五年（公元前212年），开始在渭河以南的上林苑中开始营造“朝宫”，即阿房宫，就是政治重心彻底南移的实施。
秦始皇统一天下后，按照天象重新规划首都的布局，以便确立“神界”与“人界”的统治权威。首先改造“咸阳宫”，用来对应天帝（“泰一”或作“太乙”）居住的“紫宫”。他把流经咸阳的渭水比附作天上的“银河”，在渭河上横跨的横桥，象征“牵牛星”（渭水贯都，以象天汉，横桥南渡，以法牵牛}。把新建的“信宫”改作“极庙”，同天帝的“天庙”（南斗）对应；在阿房宫里建起“复道”（地面和空中的双层道路），再横绝渭水，连接着北区的诸多宫殿，正象天帝的“天极”星（北极星）有“阁道”一样，跨过天河，就可以抵达象征离宫别馆的“营室”。至于咸阳的其它重要宫苑、池囿、府库等重大建筑设施，似乎都能从天上找到它对应着的星宿。如东郊的“兰池宫”和宫中的“兰池”，对着天上毕宿中的“五车”和“咸池”；南岸的“宜春苑”、“上林苑”，对应的是昴宿的“天苑”；咸阳的诸府库，在天就有奎宿的“天府”、胃宿的“天囷”、“天廪”；都城中皇帝的各种御道，在天上同样有天帝“辇道”、“阁道”等等。
据《史记》记载：秦始皇灭六国后，收集各国的兵器，“销以为钟鐻、金人十二，重各千石，置廷宫（阿房宫）中。”钟鐻即编钟，“金人”即“铜人”，这十二尊大铜人，均高三丈（按三国时魏尺为24.2厘米折算，铜人连带底座高可7.26米），各重千石，折合30吨左右。
前207年，刘邦领兵攻下關中咸阳，俘虏秦王子婴。刘邦入咸阳后“豪毛不敢有所近，封闭宫室，还军霸上”。此后项羽引兵入咸阳屠城，杀秦王子婴，劫掠妇女财物，烧毁宫殿，火三月不灭。至此，秦朝所筑宫殿皆以火烧而残破。

## 考古发掘
1959年起，陕西省考古研究所和陕西省文物管理委员会对咸阳城遗址进行考古发掘。1974年至1975年发现咸阳宫遗址。考古人员对72平方公里的咸阳城遗址进行了测绘。在以渭城区窑店为中心的地区，发现秦朝宫殿遗址、作坊遗址及其它遗址230多处。重点发掘了一万五千平方米的咸阳宫一、二、三号宫殿。

## 建筑

### 城郭
关于城郭，有以下几种说法，但實際上一直沒有發現咸陽城遺址，而早期都城雍城、櫟陽城址卻早已被發現了，如武伯倫認為城牆因渭河改道已被沖毁，但如洛陽城、汴梁城也曾因河道改道被沖毁，卻不會無跡可尋
- 有宫无城说（王学理）
- 宫城皆有说（武伯伦、王丕忠、刘庆柱）
- 有城无郭说（孙德润）
- 有无未定说（石兴邦）

### 宫殿
- 宫殿区在咸阳的最高处[6]
- 咸阳宫——位于咸阳渭城区窑店街道，1995年在西侧建成秦咸阳宫遗址博物馆[5]。
- 兰池宫——位于咸阳渭城区杨家湾、柏家咀一带（渭河发电厂区内），在“兰池”西岸的柏家嘴高地上有“兰池宫”宫址，但遭到历史上的破坏而面目全非。
- 雍门宫——在今咸阳市渭城区塔儿坡一带。宫址因历年取土而遭到彻底破坏，据传有建筑遗物和夯土的出现。这里曾有秦及其他诸侯国铜器的出土。
- 望夷宫——在今泾阳县蒋刘乡福隆庄、余家堡和咸阳市的史村、徐家寨一带，地面存留有大片夯土与建筑遗物。
- 兴乐宫——在今汉长安城长乐宫旧址上。
- 章台宫——今汉长安城未央宫前殿旧址内（西安市未央区未央宫乡刘寨村）。
- 甘泉宫（南宫）——今汉长安城桂宫旧址内。
- 霸宫（芷阳宫）——今临潼县韩峪乡油田村附近。
- 黄山宫〔或作“横山宫”〕——今兴平县田阜乡侯村。

### 作坊和民宅
手工作坊分布在宫殿区的北部和西南部的原下。有官营和民间作坊两种。咸阳的居民主要是手工业者和商人，居住在咸阳的西部和西南部，农民则分布在市郊。

## 图集
以下为展出于咸阳博物馆中的秦咸阳宫一号宫殿遗址模型、建筑复原模型及遗址出土的建筑构件。